# Thomas Green
Thomas Green (n. 3 iunie 1999, Queensland, Australia) este un canoist ce a reprezentat Australia, medaliat olimpic. A participat la 2 ediții ale Jocurilor Olimpice (2020, 2024) în care a câștigat o medalie de bronz.